# Boygenius (мини-альбом)
Boygenius — дебютный мини-альбом американского супергруппы Boygenius, состоящей из Жюльен Бейкер, Фиби Бриджерс и Люси Дакус, выпущенный 26 октября 2018 года на лейбле Matador Records.

## Предыстория и запись
Авторы-исполнители Жюльен Бейкер, Фиби Бриджерс и Люси Дакус самостоятельно спродюсировали и записали EP за четыре дня в июне 2018 года в студии Sound City Studios в Лос-Анджелесе. Втроём они приняли решение привлечь к процессу исключительно женщин. Каждая участница группы принесла в студию по одной практически готовой песне, которая получила дальнейший вклад от двух других; Бейкер внесла «Stay Down», Бриджерс — «Me & My Dog», а Дакус — «Bite the Hand». Ещё три песни появились в процессе записи из собственных демо-записей трио.

## Обложка
Обложка альбома является отсылкой к Crosby, Stills & Nash, самоназванному дебютному альбому 1969 года американской фолк-рок супергруппы, состоящей из Дэвида Кросби, Стивена Стиллса и Грэма Нэша.

## Отзывы
| Совокупная оценка    | Совокупная оценка |
| Источник             | Оценка            |
| -------------------- | ----------------- |
| AnyDecentMusic?      | 8.0/10            |
| Metacritic           | 84/100            |
| Оценки критиков      |                   |
| Источник             | Оценка            |
| AllMusic             | [ 10 ]            |
| American Songwriter  | [ 11 ]            |
| Consequence of Sound | A                 |
| Drowned in Sound     | 7/10              |
| Entertainment Weekly | B+                |
| Exclaim!             | 8/10              |
| NME                  | [ 15 ]            |
| Paste                | 8.8/10            |
| Pitchfork            | 8.3/10            |
| PopMatters           | 8/10              |

Альбом получил положительные отзывы от музыкальных критиков. На сайте Metacritic, который присваивает нормализованный рейтинг из 100 баллов рецензиям основных изданий, альбом получил средний балл 84, основанный на 13 рецензиях.
Риан Дейли из NME поставила мини-альбому отличную оценку, заявив, что «он служит напоминанием об особых способностях каждого музыканта — способности Бриджерс делать из красивой простоты поэтичный фолк-поп; мудром и, зачастую, язвительном инди-роке Дакус; и драматическом, эмо-интегрированном изгнании эмоций Бейкер».
В рецензии для Pitchfork Дэйна Эванс оценила альбом в 8,3/10, написав, что каждый участник Boygenius выступает в «разных музыкальных стилях»: «У Бриджерс — интимный голос и застенчивая гитара с фолковой мягкостью; у Бейкера — огромные эмо-минорные тона и голос, способный разрушить здание; у Дакус — вокал, чёткий и конфронтационный, и гитара, окутанная фузом. Когда они играют вместе, получается эффективная магия».

## Итоговые списки
| Публикация           | Список                 | Ранг | Ссылка |
| -------------------- | ---------------------- | ---- | ------ |
| Consequence of Sound | Top 50 Albums of 2018  | 7    | [ 19 ] |
| Esquire              | Top 20 Albums of 2018  | 11   | [ 20 ] |
| Flood                | Top 25 Albums of 2018  | 13   | [ 21 ] |
| NPR Music            | Top 50 Albums of 2018  | 12   | [ 22 ] |
| Under the Radar      | Top 100 Albums of 2018 | 3    | [ 23 ] |
| The Wild Honey Pie   | Top 30 Albums of 2018  | 3    | [ 24 ] |

## Список композиций
Слова и музыка всех песен — Boygenius, кроме указанного.
| №                   | Название                                        | Длительность |
| ------------------- | ----------------------------------------------- | ------------ |
| 1.                  | «Bite the Hand»                                 | 3:12         |
| 2.                  | «Me & My Dog»                                   | 3:26         |
| 3.                  | «Souvenir»                                      | 3:32         |
| 4.                  | «Stay Down»                                     | 4:00         |
| 5.                  | «Salt in the Wound»                             | 4:11         |
| 6.                  | «Ketchum, ID» (Boygenius, Christian Lee Hutson) | 3:35         |
| Общая длительность: | Общая длительность:                             | 21:56        |

## Чарты
| Чарт (2018—2023)                             | Высшая позиция |
| -------------------------------------------- | -------------- |
| Шотландия (Scottish Albums Chart)            | 26             |
| Великобритания Album Sales (OCC)             | 85             |
| Великобритания (UK Independent Albums Chart) | 10             |
| США (Billboard Top Album Sales)              | 33             |
| США (Billboard Top Alternative Albums)       | 24             |
| США (Billboard Top Heatseekers Albums)       | 3              |
| США (Billboard Independent Albums)           | 9              |
| США (Billboard Folk Albums)                  | 15             |
| США (Billboard Top Tastemaker Albums)        | 8              |